# Teledoce
Teledoce – urugwajska stacja telewizyjna, założona w 1962 roku. Siedziba stacji znajduje się w Montevideo.